# 이상철 (1924년)
이상철(Lee Sang-Chul, 1924년 2월 29일~2017년 1월 28일)은 캐나다연합교회의 제32대 총회장이자, 아시아계 최초로 해당 직책을 맡은 인물이다. 브리티시컬럼비아주 빅토리아에서 열린 캐나다연합교회 제32차 총회에서 선출되었다.